# Virus Friend
El Friend virus es una cepa del murine leukemia virus identificada por Charlotte Friend en 1956. El virus infecta a ratones adultos inmunocompetentes y es un modelo bien establecido para estudiar la resistencia a la infección por un retrovirus inmunosupresor. El virus de Friend ha sido utilizado tanto en inmunoterapia como en vacunas. Es un miembro de la familia de virus retroviridae siendo su ácido nucleico el ARN de cadena sencilla (ssRNA).